# Dingo (novela)
Dingo es una novela del escritor francés Octave Mirbeau, publicada en mayo de 1913.
Como Mirbeau estaba enfermo e incapaz de acabar su obra, su joven amigo  Léon Werth escribió los últimos capítulos. Todavía Dingo no ha sido traducido en castellano.

## Argumento
El perro del novelista, Dingo, es el verdadero héroe de la novela, donde se libera la fantasía mirbelliana. Llegado de Australia en una caja, el pequeño Dingo se vuelve, creciendo, en un forajido y aterroriza los campesinos y los burgueses del pueblo de Ponteilles-en-Barcis, en el Vexin. 
Parecido a su amo, Dingo es el revelador de las infamias de los hombres, así como de lo absurdo de las leyes y de la injusticia del orden social hipócrita. 

## Comentarios
En su última novela en forma de fábula, Mirbeau sigue transgrediendo los códigos de la verosimilitud y de la credibilidad novelesca. Renunciando al género novelesco heredado del siglo XIX y supuestamente realista, obedece solamente a su fantasía rabelesiana.